# Su (Unix)

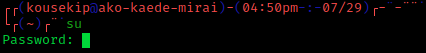
Captura de pantalla de su (Unix) en Linux, esta versión es de util-linux

El programa su es una utilidad de los sistemas operativos del tipo Unix que permite usar el intérprete de comandos de otro usuario sin necesidad de cerrar la sesión. Comúnmente se usa para obtener permisos de root para operaciones administrativas, sin tener que salir y reentrar al sistema. Algunos entornos de escritorio, entre ellos GNOME y KDE, tienen programas que piden gráficamente una contraseña antes de permitir al usuario ejecutar un comando que usualmente requeriría tal acceso.
El nombre su proviene del inglés substitute user, (cambiar usuario). También hay quien lo hace derivar de superuser (superusuario, es decir, el usuario root) ya que habitualmente se utiliza para adoptar el rol de administrador del sistema.
su normalmente se ejecuta desde la línea de comandos de un terminal. Cuando se ejecuta, su pide la contraseña de la cuenta a la se quiere acceder, y si es aceptada, da acceso a dicha cuenta.
```
[
fulano@detal
 
~
]
$
 
su
Contraseña:

[
root@detal
 
fulano
]
# exit

exit

[
fulano@detal
 
~
]
$

```

Un comando relacionado, llamado sudo, ejecuta un comando como otro usuario, respetando una serie de restricciones sobre qué usuarios pueden ejecutar qué comandos en nombre de qué otros usuarios (usualmente especificadas en el archivo /etc/sudoers). A diferencia de su, sudo pide a los usuarios su propia contraseña en lugar de la del usuario requerido; esto para permitir la delegación de comandos específicos a usuarios específicos en máquinas específicas sin tener que compartir contraseñas, al mismo tiempo reduciendo el riesgo de dejar terminales desatendidas.
Un administrador de sistemas debe tener mucho cuidado al elegir una contraseña para la cuenta de root, para evitar un ataque por parte de un usuario no privilegiado que ejecute su. Algunos sistemas de tipo Unix tienen un grupo de usuarios llamado wheel, que comprende a los únicos que pueden ejecutar su. Esto podría o no reducir los problemas de seguridad, pues un intruso podría simplemente apoderarse de una de esas cuentas. El su de GNU, sin embargo, no admite el uso de un tal grupo; esto se hizo por razones filosóficas 
.